# Saltoposuchus
Saltoposuchus – rodzaj krokodylomorfa z grupy Sphenosuchia żyjącego w późnym triasie na obecnych terenach Europy. Jego skamieniałości odkryto w datowanych na noryk osadach na terenie Badenii-Wirtembergii. W 1921 roku Friedrich von Huene nazwał dwa gatunki należące do tego rodzaju – typowy Saltoposuchus connectens i S. longipus – jednak S. longipus w późniejszych pracach był przeważnie uznawany za młodszy synonim S. connectens. Znanych jest kilka dobrze zachowanych szkieletów przedstawicieli tego rodzaju. Holotypem jest niekompletny szkielet oznaczony SMNS 12597. W 1992 roku Paul Sereno i Rupert Wild wykazali, że dwie fragmentaryczne czaszki oraz kości kończyny przedniej przypisywane wcześniej niewielkiemu teropodowi prokompsognatowi w rzeczywistości również należą do przedstawicieli rodzaju Saltoposuchus. Zdaniem niektórych naukowców S. connectens jest tym samym zwierzęciem, co Terrestrisuchus gracilis, przy czym skamieniałości zaliczane do S. connectens reprezentują osobniki dorosłe, a do T. gracilis – młodociane.